# Charm City Kings
Charm City Kings ist ein Coming-of-Age-Drama von Angel Manuel Soto, das im Januar 2020 beim Sundance Film Festival seine Premiere feierte und am 10. April 2020 in die US-Kinos kam. Der Film erzählt die Geschichte eines 14-Jährigen, der davon träumt, der Midnight Clique Baltimores beizutreten, einer Gruppe von Motocross-Fahrern, zu der sein älterer Bruder gehörte.

## Handlung
Der 14 Jahre alte Mouse will unbedingt bei der Midnight Clique aufgenommen werden, einer berüchtigten Bande von Motocrossern aus Baltimore, zu der sein älterer Bruder gehörte. Er wird von deren Boss Blax unter seine Fittiche genommen, doch auf der anderen Seite redet ihm Detective Rivers ins Gewissen, wodurch Mouse schnell zwischen zwei Mentoren hin- und hergerissen ist.

## Produktion

### Stab und Vorlage
Regie führte Angel Manuel Soto, das Drehbuch schrieb Sherman Payne, die bei der Story von Kirk Sullivan, Chris Boyd und Barry Jenkins unterstützt wurde. Die Geschichte wurde von dem Dokumentarfilm 12 O'Clock Boys von Lotfy Nathan aus dem Jahr 2013 inspiriert. Die Produzenten Clarence Hammond und Caleeb Pinkett verbrachten acht Jahre damit, das Projekt zu verwirklichen. Sie wollten die Geschichte eines Jungen erzählen, „dessen Umstände ihn zwingen, das Gefühl zu haben, ein Mann sein zu müssen“, sagte Hammond, denn dies sei für viele Menschen die einzige Freiheit, die sie haben. Regisseur Soto sah Parallelen zwischen der Stadt Baltimore und ihren Einwohnern und seiner eigenen Heimatstadt in Puerto Rico: „Ich fand in dieser Geschichte einen Weg, meinen Kampf [und] meine persönlichen Erfahrungen zu erzählen, mit einem Drehbuch, das sehr wirkungsmächtig darin ist, entrechtete Jugendliche und marginalisierte Gemeinschaften auf eine Weise zu zeigen, in der sie nicht ausgebeutet werden.“

### Besetzung und Dreharbeiten
Der Nachwuchsschauspieler Jahi Di’Allo Winston übernahm die Rolle von Mouse, Teyonah Parris spielt seine Mutter. Auch Rapper Meek Mill hat im Film einen Auftritt in der Rolle von Blax, der Mouse unter seine Fittiche nimmt. Es handelt sich um Mills Debüt als Schauspieler.
Die Dreharbeiten wurden im Oktober 2018 begonnen. Sie fanden in Baltimore statt. Die einheimischen Motocross-Stars Chino und Wheelie Queen waren in Nebenrollen für einige der Bike-Stunts zu sehen. Als Kamerafrau fungierte Katelin Arizmendi.

### Filmmusik und Veröffentlichung
Die Filmmusik komponierte Alex Somers.
Eine erste Vorstellung des Films erfolgte am 27. Januar 2020 beim Sundance Film Festival, wo er im U.S. Dramatic Competition gezeigt wurde. Im Vorfeld des Festivals sicherte sich Sony Pictures Classics die Rechte am Film. Im März 2020 sollte er beim South by Southwest Film Festival gezeigt werden. Wenige Tage vor Beginn des Festivals wurde dieses aufgrund der Coronavirus-Pandemie auf einen unbekannten Zeitpunkt verschoben, somit auch die Vorstellung des Films. Am 10. April 2020 soll der Film von Sony Pictures Classics in ausgewählte US-Kinos gebracht werden. Im Frühjahr war auch eine Vorstellung beim Miami Film Festival geplant.

## Rezeption

### Kritiken
Der Film stieß bislang auf die Zustimmung 79 Prozent aller Kritiker bei Rotten Tomatoes und erreichte hierbei eine durchschnittliche Bewertung von 7,2 der möglichen 10 Punkte.

### Auszeichnungen
Imagen Awards 2021
- Nominierung für die Beste Regie (Angel Manuel Soto)[9]

NAACP Image Awards 2021
- Nominierung für die Beste Breakthrough Performance (Jahi Di’Allo Winston)[10]

Sundance Film Festival 2020
- Nominierung im U.S. Dramatic Competition (Angel Manuel Soto)
- Auszeichnung mit dem U.S. Dramatic Special Jury Award for Ensemble Cast